# خنازیر
خنازیر (به انگلیسی: Scrofula) آماس غدد لنفاوی ناحیه گردن است. التهاب و تورم این غدد می‌تواند بعلت بروز عفونت‌های مختلف باشد ولی در ۹۵ درصد موارد میکرب سل عامل بیماری است.

## علائم بیماری
علائم و نشانگان شایع در این بیماری شامل تورم بدون دردی است که به‌طور مزمن رشد می یابد و علائم التهابی عفونت‌های حاد میکروبی را ندارد به این جهت به آن آبسه سرد گفته می‌شود. خنازیرهای سلی ممکنست همراه با تب و ضعف عمومی و کاهش وزن همراه باشند.

## تشخیص
تشخیص بیماری معمولاً با نمونه برداری با سوزن از محتویات آبسه امکان‌پذیر می‌باشد. و در بعضی موارد کل حجم خنازیر به روش جراحی خارج و سپس مورد آزمایش بافت شناسی قرار داده می‌شود.
در متون طب قدیم (منتهی الارب ) (تاج العروس ) ( لسان العرب ) (ناظم الاطباء) اینگونه تعریف شده‌است:  نام مرضی است از نوع سل که در گردن ظاهر شود، اورام صغار سخت برنگ تن که برگردن و غیر آن پدید آید، اشیاء غددی در بغل و کشاله ٔران و زیر گلو. (یادداشت بخط مؤلف ): آماسی است که از گوشت جدا باشد و از پوست جدا نباشد. (ذخیره ٔ خوارزمشاهی ) : باب ششم : اندر آماس‌ها که آن را بتازی خنازیر گویند این علت را بپارسی خوک گویند. خنازیر در عربی جمع خوک است .
در پزشکی کهن به تورم غدد لنفاوی گردن ناشی از سل خنازیر گفته می‌شد .